# 18.ª etapa do Giro d'Italia de 2023
A 18.ª etapa do Giro d'Italia de 2023 teve lugar a 25 de maio de 2023 e consistiu numa etapa em linha com início na localidade de Oderzo e final em Val di Zoldo sobre um percurso de 161 km. Esta foi vencida pelo italiano Filippo Zana da equipa Jayco AlUla, enquanto o britânico Geraint Thomas do Ineos Grenadiers conseguiu manter a liderança.

## Classificação da etapa
| Oderzo - Val di Zoldo | média montanha | (161 km) |

| \| Classificação por etapas \| Classificação por etapas \| Classificação por etapas \| Classificação por etapas \| Classificação por etapas \| \| Ciclista \| Ciclista \| Equipe \| Tempo \| \| \| ------------------------ \| ------------------------ \| ------------------------ \| ------------------------ \| ------------------------ \| \| 1. \| Filippo Zana \| Team Jayco AlUla \| 4h25m12s \| \| \| 2. \| Thibaut Pinot \| Groupama-FDJ \| + 0s \| \| \| 3. \| Warren Barguil \| Arkéa-Samsic \| + 50s \| \| \| 4. \| Derek Gee \| Israel-Premier Tech \| + 1m03s \| \| \| 5. \| Aurélien Paret-Peintre \| AG2R Citroën Team \| + 1m24s \| \| \| 6. \| Marco Frigo \| Israel-Premier Tech \| + 1m24s \| \| \| 7. \| Primož Roglič \| Jumbo-Visma \| + 1m56s \| \| \| 8. \| Geraint Thomas \| Ineos Grenadiers \| + 1m56s \| \| \| 9. \| João Almeida \| UAE Team Emirates \| + 2m17s \| \| \| 10. \| Edward Dunbar \| Team Jayco AlUla \| + 2m32s \| \| |                        |                     |          |
| |                        |                     |          |
| Fonte: ProCyclingStats |                        |                     |          |
| Classificação por etapas |                        |                     |          |
| Ciclista | Ciclista               | Equipe              | Tempo    |
| 1. | Filippo Zana           | Team Jayco AlUla    | 4h25m12s |
| 2. | Thibaut Pinot          | Groupama-FDJ        | + 0s     |
| 3. | Warren Barguil         | Arkéa-Samsic        | + 50s    |
| 4. | Derek Gee              | Israel-Premier Tech | + 1m03s  |
| 5. | Aurélien Paret-Peintre | AG2R Citroën Team   | + 1m24s  |
| 6. | Marco Frigo            | Israel-Premier Tech | + 1m24s  |
| 7. | Primož Roglič          | Jumbo-Visma         | + 1m56s  |
| 8. | Geraint Thomas         | Ineos Grenadiers    | + 1m56s  |
| 9. | João Almeida           | UAE Team Emirates   | + 2m17s  |
| 10. | Edward Dunbar          | Team Jayco AlUla    | + 2m32s  |

## Classificações ao final da etapa

### Classificação geral(Maglia Rosa)
| \| Classificação geral \| Classificação geral \| Classificação geral \| Classificação geral \| Classificação geral \| \| Ciclista \| Ciclista \| Equipe \| Tempo \| \| \| ------------------- \| ------------------- \| ------------------- \| ------------------- \| ------------------- \| \| 1. \| Geraint Thomas \| Ineos Grenadiers \| 76h25m51s \| \| \| 2. \| Primož Roglič \| Jumbo-Visma \| + 29s \| \| \| 3. \| João Almeida \| UAE Team Emirates \| + 39s \| \| \| 4. \| Edward Dunbar \| Team Jayco AlUla \| + 3m39s \| \| \| 5. \| Damiano Caruso \| Bahrain Victorious \| + 3m51s \| \| \| 6. \| Lennard Kämna \| Bora-Hansgrohe \| + 4m27s \| \| \| 7. \| Thibaut Pinot \| Groupama-FDJ \| + 4m43s \| \| \| 8. \| Andreas Leknessund \| Team DSM \| + 4m47s \| \| \| 9. \| Thymen Arensman \| Ineos Grenadiers \| + 4m53s \| \| \| 10. \| Laurens De Plus \| Ineos Grenadiers \| + 5m52s \| \| |                    |                    |           |
| |                    |                    |           |
| Fonte: ProCyclingStats |                    |                    |           |
| Classificação geral |                    |                    |           |
| Ciclista | Ciclista           | Equipe             | Tempo     |
| 1. | Geraint Thomas     | Ineos Grenadiers   | 76h25m51s |
| 2. | Primož Roglič      | Jumbo-Visma        | + 29s     |
| 3. | João Almeida       | UAE Team Emirates  | + 39s     |
| 4. | Edward Dunbar      | Team Jayco AlUla   | + 3m39s   |
| 5. | Damiano Caruso     | Bahrain Victorious | + 3m51s   |
| 6. | Lennard Kämna      | Bora-Hansgrohe     | + 4m27s   |
| 7. | Thibaut Pinot      | Groupama-FDJ       | + 4m43s   |
| 8. | Andreas Leknessund | Team DSM           | + 4m47s   |
| 9. | Thymen Arensman    | Ineos Grenadiers   | + 4m53s   |
| 10. | Laurens De Plus    | Ineos Grenadiers   | + 5m52s   |

### Classificação por pontos(Maglia Ciclamino)
| Classificação por pontos | Classificação por pontos | Classificação por pontos | Classificação por pontos | Classificação por pontos |
| Ciclista                 | Ciclista                 | Equipe                   | Pontos                   |                          |
| ------------------------ | ------------------------ | ------------------------ | ------------------------ | ------------------------ |
| 1.                       | Jonathan Milan           | Bahrain Victorious       | 215 pts                  |                          |
| 2.                       | Derek Gee                | Israel-Premier Tech      | 140 pts                  |                          |
| 3.                       | Pascal Ackermann         | UAE Team Emirates        | 95 pts                   |                          |
| 4.                       | Michael Matthews         | Team Jayco AlUla         | 93 pts                   |                          |
| 5.                       | Toms Skujiņš             | Trek-Segafredo           | 79 pts                   |                          |
| 6.                       | Nico Denz                | Bora-Hansgrohe           | 77 pts                   |                          |
| 7.                       | Magnus Cort              | EF Education-EasyPost    | 56 pts                   |                          |
| 8.                       | Marius Mayrhofer         | Team DSM                 | 53 pts                   |                          |
| 9.                       | Vincenzo Albanese        | Eolo-Kometa              | 51 pts                   |                          |
| 10.                      | Mark Cavendish           | Astana Qazaqstan Team    | 51 pts                   |                          |

### Classificação da montanha(Maglia Azzurra)
| Classificação da montanha | Classificação da montanha | Classificação da montanha | Classificação da montanha | Classificação da montanha |
| Ciclista                  | Ciclista                  | Equipe                    | Pontos                    |                           |
| ------------------------- | ------------------------- | ------------------------- | ------------------------- | ------------------------- |
| 1.                        | Thibaut Pinot             | Groupama-FDJ              | 227 pts                   |                           |
| 2.                        | Ben Healy                 | EF Education-EasyPost     | 164 pts                   |                           |
| 3.                        | Davide Bais               | Eolo-Kometa               | 144 pts                   |                           |
| 4.                        | Einer Rubio               | Movistar Team             | 118 pts                   |                           |
| 5.                        | Derek Gee                 | Israel-Premier Tech       | 66 pts                    |                           |
| 6.                        | Aurélien Paret-Peintre    | AG2R Citroën Team         | 56 pts                    |                           |
| 7.                        | João Almeida              | UAE Team Emirates         | 55 pts                    |                           |
| 8.                        | Filippo Zana              | Team Jayco AlUla          | 54 pts                    |                           |
| 9.                        | Toms Skujiņš              | Trek-Segafredo            | 48 pts                    |                           |
| 10.                       | Marco Frigo               | Israel-Premier Tech       | 44 pts                    |                           |

### Classificação dos jovens(Maglia Bianca)
| Classificação dos jovens | Classificação dos jovens | Classificação dos jovens | Classificação dos jovens | Classificação dos jovens |
| Ciclista                 | Ciclista                 | Equipe                   | Tempo                    |                          |
| ------------------------ | ------------------------ | ------------------------ | ------------------------ | ------------------------ |
| 1.                       | João Almeida             | UAE Team Emirates        | 76h26m30s                |                          |
| 2.                       | Andreas Leknessund       | Team DSM                 | + 4m08s                  |                          |
| 3.                       | Thymen Arensman          | Ineos Grenadiers         | + 4m14s                  |                          |
| 4.                       | Einer Rubio              | Movistar Team            | + 6m24s                  |                          |
| 5.                       | Ilan Van Wilder          | Soudal Quick-Step        | + 8m24s                  |                          |
| 6.                       | Santiago Buitrago        | Bahrain Victorious       | + 11m23s                 |                          |
| 7.                       | Filippo Zana             | Team Jayco AlUla         | + 28m44s                 |                          |
| 8.                       | Laurens Huys             | Intermarché-Circus-Wanty | + 34m35s                 |                          |
| 9.                       | Brandon McNulty          | UAE Team Emirates        | + 1h01m53s               |                          |
| 10.                      | Marco Frigo              | Israel-Premier Tech      | + 1h04m26s               |                          |

### Classificação por equipas"Super team"
| Classificação por equipes | Classificação por equipes | Classificação por equipes | Classificação por equipes |
| Equipe                    | Equipe                    | Tempo                     |                           |
| ------------------------- | ------------------------- | ------------------------- | ------------------------- |
| 1.                        | Bahrain Victorious        | 229h00m00s                |                           |
| 2.                        | Ineos Grenadiers          | + 23m25s                  |                           |
| 3.                        | Jumbo-Visma               | + 33m44s                  |                           |
| 4.                        | UAE Team Emirates         | + 46m47s                  |                           |
| 5.                        | Bora-Hansgrohe            | + 1h11m53s                |                           |
| 6.                        | AG2R Citroën Team         | + 1h15m23s                |                           |
| 7.                        | Astana Qazaqstan Team     | + 1h15m57s                |                           |
| 8.                        | EF Education-EasyPost     | + 1h22m32s                |                           |
| 9.                        | Team Jayco AlUla          | + 1h31m37s                |                           |
| 10.                       | Israel-Premier Tech       | + 1h33m47s                |                           |

## Abandonos
- Luca Covili (Green Project-Bardiani CSF-Faizanè) não tomou a saída.
- Niccolò Bonifazio (Intermarché-Circus-Wanty) não tomou a saída.